# Síntesis de ADN

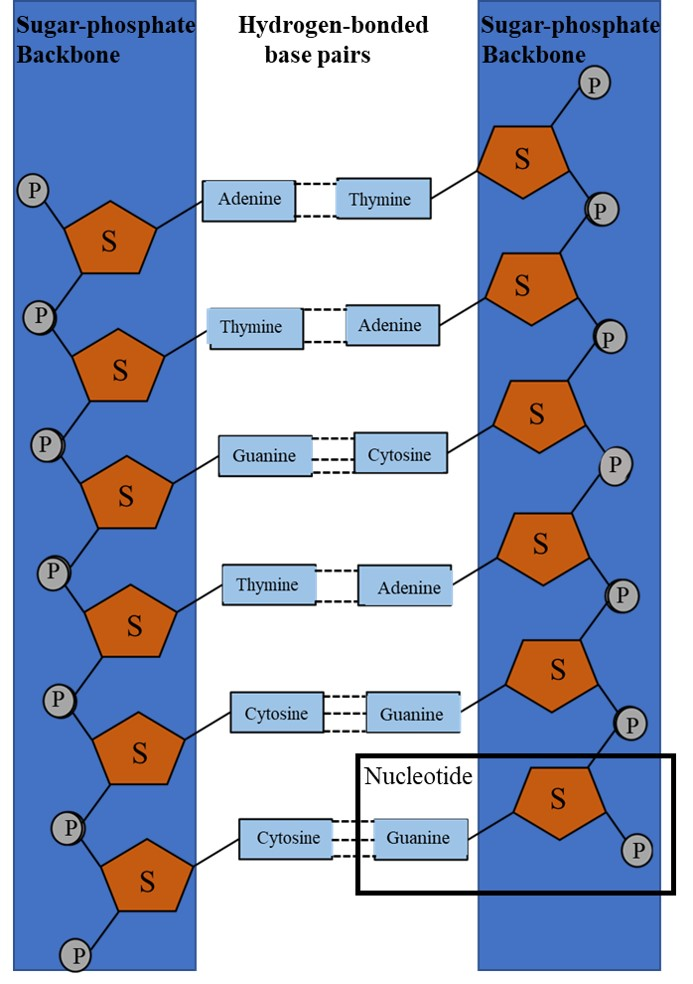
Estructura del ADN de doble hebra, producto de la síntesis de ADN, que muestra enlaces y unidades de nucleótidos individuales.

La síntesis de ADN es la creación natural o artificial de moléculas de ácido desoxirribonucleico (ADN). El ADN es una macromolécula formada por unidades de nucleótidos, que están unidas por enlaces covalentes y enlaces de hidrógeno, en una estructura repetitiva. La síntesis de ADN ocurre cuando estas unidades de nucleótidos se unen para formar ADN; esto puede ocurrir artificialmente (in vitro) o naturalmente (in vivo). Las unidades de nucleótidos están formadas por una base nitrogenada (citosina, guanina, adenina o timina), azúcar pentosa (desoxirribosa) y grupo fosfato. Cada unidad se une cuando se forma un enlace covalente entre su grupo fosfato y el azúcar pentosa del siguiente nucleótido, formando un esqueleto de azúcar-fosfato. El ADN es una estructura bicatenaria complementaria, ya que el apareamiento de bases específicas (adenina y timina, guanina y citosina) se produce de forma natural cuando se forman enlaces de hidrógeno entre las bases de los nucleótidos. 
Hay varias definiciones diferentes para la síntesis de ADN: 
- La replicación del ADN
- Biosíntesis de ADN (amplificación de ADN in vivo), reacción en cadena de la polimerasa
- Síntesis enzimática de ADN (amplificación de ADN in vitro) o síntesis de genes
- Creando físicamente secuencias de genes artificiales

Aunque cada tipo de síntesis es muy diferente, comparten algunas características. Los nucleótidos que se han unido para formar polinucleótidos pueden actuar como una plantilla de ADN para que ocurra una forma de síntesis de ADN, la PCR. La replicación del ADN también funciona mediante el uso de una plantilla de ADN, la doble hélice del ADN se desenrolla durante la replicación, exponiendo las bases no apareadas para los nuevos nucleótidos a los que se unen los enlaces de hidrógeno. Sin embargo, la síntesis de genes no requiere una plantilla de ADN y los genes se ensamblan de novo. 
La síntesis de ADN ocurre en todos los eucariotas y procariotas, así como en algunos virus. La síntesis precisa de ADN es importante para evitar mutaciones en el ADN. En los seres humanos, las mutaciones podrían conducir a enfermedades como el cáncer, por lo que la síntesis de ADN y la maquinaria involucrada in vivo se ha estudiado ampliamente a lo largo de las décadas. En el futuro, estos estudios pueden usarse para desarrollar tecnologías que involucren la síntesis de ADN, para ser utilizadas en el almacenamiento de datos. 

## Replicación de ADN

Descripción general de los pasos de la replicación del ADN

La replicación del ADN y las diversas enzimas involucradas

En la naturaleza, las moléculas de ADN son sintetizadas por todas las células vivas mediante el proceso de replicación del ADN. Esto suele ocurrir como parte de la división celular. La replicación del ADN ocurre, por lo tanto, durante la división celular, cada célula hija contiene una copia exacta del material genético de la célula. La síntesis de ADN in vivo (replicación de ADN) depende de un conjunto complejo de enzimas que han evolucionado para actuar durante la fase S del ciclo celular, de manera concertada. Tanto en eucariotas como en procariotas, la replicación del ADN ocurre cuando topoisomerasas, helicasas y girasas específicas (proteínas iniciadoras de la replicación) desenrollan el ADN de doble hebra, exponiendo las bases nitrogenadas. Estas enzimas, junto con las proteínas accesorias, forman una máquina macromolecular que asegura la duplicación precisa de las secuencias de ADN. Se produce un apareamiento complementario de bases, formando una nueva molécula de ADN de doble hebra. Esto se conoce como replicación semiconservativa, ya que una hebra de la nueva molécula de ADN es de la hebra "madre". 
Continuamente, las enzimas eucariotas encuentran daños en el ADN que pueden perturbar la replicación del ADN. Este daño se presenta en forma de lesiones en el ADN que surgen espontáneamente o debido a agentes que dañan el ADN. Por lo tanto, la maquinaria de replicación del ADN está altamente controlada para evitar el colapso cuando se encuentra con daños. El control del sistema de replicación del ADN asegura que el genoma se replica solo una vez por ciclo; la sobre-replicación induce daño al ADN. La desregulación de la replicación del ADN es un factor clave en la inestabilidad genómica durante el desarrollo del cáncer.
Esto destaca la especificidad de la maquinaria de síntesis de ADN in vivo. Existen varios medios para estimular artificialmente la replicación del ADN de origen natural o para crear secuencias de genes artificiales. Sin embargo, la síntesis de ADN in vitro puede ser un proceso muy propenso a errores. 

### Síntesis de reparación de ADN
El ADN dañado está sujeto a reparación mediante varios procesos de reparación enzimática diferentes, donde cada proceso individual está especializado para reparar tipos particulares de daño. El ADN de los seres humanos está sujeto a daños de múltiples fuentes naturales y una reparación insuficiente se asocia con enfermedades y envejecimiento prematuro. La mayoría de los procesos de reparación del ADN forman huecos de una sola hebra en el ADN durante una etapa intermedia de la reparación, y estos huecos se rellenan mediante síntesis de reparación. Los procesos de reparación específicos que requieren relleno de huecos por síntesis de ADN incluyen reparación por escisión de nucleótidos, reparación por escisión de bases, reparación de desapareamientos, reparación recombinacional homóloga, unión de extremos no homólogos y unión de extremos mediada por microhomología.

## Transcripción inversa
La transcripción inversa es parte del ciclo de replicación de determinadas familias de virus, incluidos los retrovirus. Implica copiar ARN en ADN complementario bicatenario (ADNc), utilizando enzimas de transcriptasa inversa. En los retrovirus, el ARN viral se inserta en el núcleo de una célula huésped. Allí, una enzima transcriptasa inversa viral agrega nucleótidos de ADN a la secuencia de ARN, generando ADNc que se inserta en el genoma de la célula huésped mediante la enzima integrasa, que codifica proteínas virales.

## Reacción en cadena de la polimerasa
Una reacción en cadena de la polimerasa es una forma de síntesis enzimática de ADN en el laboratorio, que utiliza ciclos de calentamiento y enfriamiento repetidos de la reacción para la fusión del ADN y la replicación enzimática del ADN. 

La síntesis de ADN durante la PCR es muy similar a las células vivas, pero tiene reactivos y condiciones muy específicos. Durante la PCR, el ADN se extrae químicamente de las proteínas acompañantes del hospedador y luego se calienta, lo que provoca la disociación térmica de las cadenas de ADN. Se construyen dos nuevas hebras de ADNc a partir de la hebra original, estas hebras se pueden dividir de nuevo para actuar como molde para otros productos de PCR. El ADN original se multiplica a través de muchas rondas de PCR. Se pueden hacer más de mil millones de copias de la cadena de ADN original. 

### Mutagénesis aleatoria
Para muchos experimentos, como los estudios estructurales y evolutivos, los científicos necesitan producir una gran biblioteca de variantes de una secuencia de ADN en particular. La mutagénesis aleatoria tiene lugar in vitro, cuando la replicación mutagénica con una ADN polimerasa de baja fidelidad se combina con una amplificación selectiva por PCR para producir muchas copias de ADN mutante.

### RT-PCR
La RT-PCR se diferencia de la PCR convencional en que sintetiza ADNc a partir de ARNm, en lugar de ADN molde. La técnica combina una reacción de transcripción inversa con amplificación basada en PCR, ya que una secuencia de ARN actúa como molde para la enzima transcriptasa inversa. La RT-PCR se usa a menudo para probar la expresión génica en tejidos o tipos de células particulares en varias etapas de desarrollo o para probar trastornos genéticos.

## Síntesis de genes
La síntesis de genes artificiales es el proceso de sintetizar un gen in vitro sin la necesidad de muestras iniciales de ADN molde. En 2010, J. Craig Venter y su equipo fueron los primeros en utilizar ADN completamente sintetizado para crear un microbio autorreplicante, denominado Mycoplasma laboratorium.

### Síntesis de oligonucleótidos
La síntesis de oligonucleótidos es la síntesis química de secuencias de ácidos nucleicos. La mayor parte de la investigación biológica y la bioingeniería implican ADN sintético, que puede incluir oligonucleótidos, genes sintéticos o incluso cromosomas. Todo el ADN sintético se fabrica a medida utilizando el método de la fosforamidita de Marvin H. Caruthers. Los oligonucleótidos se sintetizan a partir de bloques de construcción que replican bases naturales. El proceso se ha automatizado desde finales de la década de 1970 y se puede utilizar para formar secuencias genéticas deseadas, así como para otros usos en medicina y biología molecular. Sin embargo, crear secuencias químicamente no es práctico más allá de 200-300 bases y es un proceso ambientalmente peligroso. Estos oligos, de alrededor de 200 bases, pueden conectarse mediante métodos de ensamblaje de ADN, creando moléculas de ADN más grandes.
Algunos estudios han explorado la posibilidad de síntesis enzimática utilizando desoxinucleotidil transferasa terminal (TdT), una ADN polimerasa que no requiere molde. Sin embargo, este método aún no es tan eficaz como la síntesis química y no está disponible comercialmente.
Con los avances en la síntesis de ADN artificial, se está explorando la posibilidad de almacenar datos de ADN. Con su densidad de almacenamiento ultraalta y estabilidad a largo plazo, el ADN sintético es una opción interesante para almacenar grandes cantidades de datos. Aunque la información se puede recuperar muy rápidamente del ADN a través de tecnologías de secuenciación de próxima generación, la síntesis de novo de ADN es un cuello de botella importante en el proceso. Solo se puede agregar un nucleótido por ciclo, y cada ciclo tarda unos segundos, por lo que la síntesis general consume mucho tiempo y es muy propensa a errores. Sin embargo, si la biotecnología mejora, el ADN sintético podría utilizarse algún día en el almacenamiento de datos.

### Síntesis de pares de bases
Se ha informado que se pueden sintetizar nuevos pares de nucleobase, así como A-T (adenina - timina) y G-C (guanina - citosina). Pueden usarse nucleótidos sintéticos para expandir el alfabeto genético y permitir la modificación específica de sitios de ADN. Incluso un tercer par de bases expandiría el número de aminoácidos que pueden ser codificados por el ADN de los 20 aminoácidos existentes a 172 posibles. El ADN de Hachimoji se construye a partir de ocho letras de nucleótidos, formando cuatro posibles pares de bases. Por lo tanto, es el doble de la densidad de información del ADN natural. En estudios, incluso se ha producido ARN a partir de ADN de Hachimoji. Esta tecnología también podría usarse para permitir el almacenamiento de datos en el ADN.